# Maria Genoveva da Costa Martins
Maria Genoveva da Costa Martins (* 1956 in Ermera, Portugiesisch-Timor) ist eine Politikerin aus Osttimor. Sie ist Mitglied der FRETILIN.
Martins ist die Witwe des Freiheitskämpfers Francisco Borja da Costa, dem Dichter der Nationalhymne Osttimors, der bei der indonesischen Invasion 1975 ums Leben kam. Am Tag des Angriffs auf die Hauptstadt Dili war Martins im Auftrag der FRETILIN in Baucau, weshalb sie nicht, wie ihr Mann, getötet wurde. Im Widerstand arbeitete sie als Lehrerin für die Zivilisten, die bei den Widerstandskämpfern in der Basis Schutz suchten.
Martins wurde im Oktober 1979 von den Indonesiern gefangen genommen und gefoltert. Unter anderem wurden ihr Zigaretten im Gesicht ausgedrückt. Aus ihrer ersten Inhaftierung kam sie nach acht Monaten heraus, weil sie Verwandte bei der pro-indonesischen Partei APODETI hatte. Später versteckte sie in ihrem Haus in Ermera Xanana Gusmão, den Chef des militärischen Widerstands FALINTIL. Zusammen mit anderen Frauen versorgte Martins die Guerillakämpfer mit Nahrungsmitteln, Medikamenten und Kleidung. Auch als Botinnen und Späher arbeiteten die Frauen. Ihr Codename im Netzwerk war „São Tomé“. Im Dezember 1991 wurde Martins das zweite Mal verhaftet. Erneut wurde sie gefoltert. Wieder bekam sie Hilfe von ihrer Familie. Ein befreundeter Polizist brachte sie in einem Streifenwagen nach Atambua im indonesischen Westtimor, wo Martins sich über längere Zeit versteckte.
Nach dem Abzug der Indonesier 1999 wurde Martins Mitglied des National Consultative Council (NCC), der bis 2000 unter der UN-Verwaltung ein Übergangsparlament in Osttimor bildete. Bei den Wahlen 2001 wurde Martins auf Platz 36 der FRETILIN-Liste in die Verfassunggebende Versammlung gewählt, aus der mit der Entlassung in die Unabhängigkeit am 20. Mai 2002 das Nationalparlament Osttimors wurde. Bei den Parlamentswahlen in Osttimor 2007 trat Martins nur noch an als vierte Ersatzkandidatin (Listenplatz 69) und 2012 als 15. Ersatzdelegierte (Listenplatz 80) an.